# Ceresium striatipenne
Ceresium striatipenne är en skalbaggsart som beskrevs av Dillon 1952. Ceresium striatipenne ingår i släktet Ceresium och familjen långhorningar.
Artens utbredningsområde är Fiji. Inga underarter finns listade i Catalogue of Life.